# Afrotyphlops decorosus
Espèce
Synonymes
- Typhlops decorosus Buchholz & Peters, 1875
- Letheobia decorosa (Buchholz & Peters, 1875)
- Typhlops buchholzi Peters, 1881

Afrotyphlops decorosus est une espèce de serpents de la famille des Typhlopidae. 

## Répartition
Cette espèce se rencontre en République centrafricaine et au Cameroun.

## Publication originale
- Peters, 1875 : Über die von Herrn Professor Dr. R. Buchholz in Westafrika gesammelten Amphibien. Monatsberichte der Königlich preussischen Akademie der Wissenschaften zu Berlin, vol. 1875, p. 196-212 (texte intégral).